# Thermes d'Hell-Bourg
Les thermes d’Hell-Bourg sont un établissement thermal de l'île de La Réunion, établi au XIXe siècle et désaffecté dans les années 1930. Au cours des années 90, des volontaires de l'association Chantiers Histoire et Architecture Médiévales ont participé à la restauration de l'édifice.

## Origine et développement
L’histoire des thermes d'Hell-Bourg commence avec la découverte entre 1831 et 1833 par Adrien Pignolet de Fresnes et Adam de Villiers, chasseurs de cabris, de sources dont la valeur thérapeutique et médicale a été rapidement reconnue. 
Ces sources sont situées à 912 m d'altitude, entre le plateau d'Hell-Bourg et l'Îlet à Vidot, plus exactement au lieu-dit « Bé-mahot ». Le 23 juillet 1834, « M. Nelet est nommé conservateur des eaux thermales de Salazie et des bois qui bordent la route qui conduit à ce district » par le gouverneur de La Réunion Cuvillier.
À cette époque, le cirque de Salazie n’est pas très habité mais voit sa population augmenter rapidement. D’après un recensement fait le 10 octobre 1834 pour le Directeur de l’Intérieur par
M. Nelet, installé à Hell-Bourg, il dénombre « 306 individus tant libres qu’esclaves logés dans 100 cases. C’est un petit village qui augmente tous les jours : en ce moment, il y a une quinzaine de cases en construction. » La découverte des sources est donc perçue comme une possibilité de développer le cirque, son économie, sa population.
Dès le 20 janvier 1835, une commission est chargée d’examiner les environs des sources thermales et de déterminer l’emplacement le plus convenable pour construire une ville et des établissements thermaux dans leur voisinage. Ce sont donc les thermes qui vont être à l’origine du développement du village de Hell-Bourg et de son économie.
Les riches propriétaires y voient l’occasion de développer une économie en créant des établissements thermaux, des hôtels pour accueillir les curistes et, de par cette attraction, créer des emplois pour les habitants du cirque : la population pauvre du cirque tirera également bénéfice de cette entreprise grâce à l’argent que ne manqueront pas de dépenser les riches touristes pendant leur séjour.
Dans un premier temps, les curistes sont logés dans des paillotes. La typologie des publics qui fréquentent les lieux est la suivante : ce sont essentiellement les classes aisées du littoral de l'île de La Réunion, les membres de la bonne société de Bourbon, des Princes Malgaches et leur suite, des consuls étrangers, des Anglais, des Créoles de l'île Maurice, des nababs de l’Inde, des habitants de Madagascar, de Calcutta, de Zanzibar, des amateurs, des capitalistes, mais aussi la population du cirque qui vient profiter des bienfaits des sources.

## Création de la société anonyme des eaux thermales
Le 14 juillet 1852, le gouverneur de La Réunion approuve les statuts de la société anonyme des eaux thermales de Salazie qui se constitue au capital de 100 000 francs pour édifier des bâtiments convenables.
L’édification d’un bâtiment servant pour les bains, de pavillons, de bains à domicile en cabine particulière pour des familles bourgeoises, d’un hôtel pour accueillir les curistes donne à Hell-Bourg son statut de station thermale d’altitude à la mode.
Petit à petit, une vie mondaine s'organise, on voit se développer des résidences secondaires mises en location et à l’ouverture d'un casino.
Dès 1858, la plupart des propriétaires d'Hell-Bourg signent une pétition pour signaler le monopole de la SA : « La tarification à prix unique et les bains doivent être rendus publics ».
En effet, la population du cirque n’a plus accès aux sources, maintenant exploitées par la SA au profit des classes aisées et des fonctionnaires d’État depuis la construction de l'hôpital militaire thermal en 1856.
Les thermes connaîtront donc un apogée de leur fréquentation jusqu’au début du XXe siècle où, en raison de la désaffection des grandes familles réunionnaises et du partage des propriétés, ils entreront alors dans un état de léthargie.

## Vers la disparition
Hell-Bourg, Cilaos, deux petites villes séparées par des kilomètres de montagne. Un point commun : des sources aux vertus réputées. Mais il n’y a guère de place pour deux stations thermales à La Réunion. Or, après la Grande Guerre, la balance penche pour Cilaos.
Même si les thermes de Salazie sont plus accessibles que ceux de Cilaos (on y vient en charrette car la route monte jusqu’aux thermes), un effet de mode fait de Cilaos la station prisée notamment par les Mauriciens qui s’y rendent par caravanes. L’avant-guerre a été la grande époque de Hell-Bourg et l’après-guerre celle de Cilaos.
Dans une lettre en date du 30 décembre 1939 de François Lefèvre, surveillant de l’établissement thermal, adressé au gouverneur de La Réunion, il est dit que la station se trouve en mauvais état : la source s’est considérablement refroidie, les douches fonctionnent mal et le bassin circulaire fuit, provoquant une inondation du terrain. « [...] il est difficile de trouver de bons ouvriers pour les travaux de chaudronnerie et de plomberie ». C’est finalement après le passage du cyclone de 1948 qu’un éboulis viendra définitivement mettre un terme à l’activité de la station thermale, lieu de villégiature.
L’activité des thermes s’est donc étalée sur près d’un siècle avec plusieurs périodes : un engouement porteur d’espoir, un apogée et finalement une mort à petit feu, laissant peu à peu les bâtiments à l’abandon.